# Stein River
Stein River är ett vattendrag i Kanada.   Det ligger i provinsen British Columbia, i den södra delen av landet, 3 400 km väster om huvudstaden Ottawa.
I omgivningarna runt Stein River växer i huvudsak barrskog. Runt Stein River är det ganska glesbefolkat, med 34 invånare per kvadratkilometer.